# فريدينغن آن در دانوب
فريدينغن آن در دانوب (بالألمانية: Fridingen) هي بلدة، مدينة وبلدة ألمانية تقع في ألمانيا في Regierungsbezirk Freiburg. يقدر عدد سكانها بـ 3,213 نسمة .

## المدن التوأمة
مدينة Nanteuil-lès-Meaux هي مدينة توأمة لـفريدينغن آن در دانوب.